# Mariano Téllez-Girón y Beaufort Spontin
Mariano Francisco de Borja José Justo Téllez-Girón y Beaufort-Spontin, XII książę Osuny,  XV książę del Infantado (ur. 19 lipca 1814 w Madrycie, zm. 2 czerwca 1882 w Beauraing) – hiszpański arystokrata, wojskowy, polityk i dyplomata.
Tytuł księcia Osuny odziedziczył po przedwcześnie zmarłym bracie Pedro. Rozrzutny styl życia Mariana przyczynił się do ostatecznej utraty zadłużonego rodzinnego majątku. W 1896 w Madrycie odbyła się publiczna licytacja posiadłości i kolekcji dzieł sztuki należących do rodziny.